# Johnny the Fox
Johnny the Fox – siódmy studyjny album irlandzkiej grupy Thin Lizzy. Został wydany 16 października 1976 roku przez wytwórnię płytową Mercury Records. Producentem krążka jest John Alcock. Materiał zarejestrowano w czerwcu 1976 w Londynie. Całość trwa 35 minut i 51 sekund, czyli jest dokładnie jedną sekundę krótsza od poprzedniej płyty Jailbreak. Na krążku znajduje się 10 rockowych utworów. Singlem promującym album były piosenki "Don't Believe A Word" oraz "Rocky". Płyta dostała notę 4/5 od AllMusic.

## Lista utworów
| 1.  | "Johnny" (Lynott)                                              | 4:26  |
|     |                                                                |       |
| 2.  | "Rocky" (Downey, Gorham, Lynott)                               | 3:42  |
|     |                                                                |       |
| 3.  | "Borderline" (Lynott, Robertson)                               | 4:35  |
|     |                                                                |       |
| 4.  | "Don't Believe a Word" (Lynott)                                | 2:18  |
|     |                                                                |       |
| 5.  | "Fools Gold" (Lynott)                                          | 3:51  |
|     |                                                                |       |
| 6.  | "Johnny the Fox Meets Jimmy the Weed" (Downey, Gorham, Lynott) | 3:43  |
|     |                                                                |       |
| 7.  | "Old Flame" (Lynott)                                           | 3:10  |
|     |                                                                |       |
| 8.  | "Massacre" (Downey, Gorham, Lynott)                            | 3:01  |
|     |                                                                |       |
| 9.  | "Sweet Marie" (Gorham, Lynott)                                 | 3:58  |
|     |                                                                |       |
| 10. | "Boogie Woogie Dance" (Lynott)                                 | 3:07  |
|     |                                                                |       |
|     |                                                                | 35:51 |
|     |                                                                |       |

## Twórcy
- Brian Downey – perkusja
- Scott Gorham – gitara
- Phil Lynott – wokal, bass i gitar akustyczna
- Brian Robertson – gitara
- John Alcock – produkcja